# Integratie door substitutie
In de integraalrekening is substitutie een techniek om primitieve functies te bepalen en integralen op te lossen. Het is een van de meest gebruikte technieken om primitieve functies te vinden en volgt uit de kettingregel voor afgeleiden. Eerst volgt de formele regel, daarna verduidelijkende voorbeelden.

## Substitutieregel
Stel {\displaystyle f:[{a,b}]\to \mathbb {R} } is een continue functie en {\displaystyle \varphi :[{\alpha ,\beta }]\to [{a,b}]} een functie die bijectief en differentieerbaar is met {\displaystyle \varphi (\alpha )=a} en {\displaystyle \varphi (\beta )=b}, dan geldt:
{\displaystyle \int _{a}^{b}{f(x)\mathrm {d} x}=\int _{\alpha }^{\beta }{f({\varphi (t)})\varphi '(t)\mathrm {d} t}}
Dit is plausibel te maken door de substitutie {\displaystyle x=\varphi (t)}. Dan is:
{\displaystyle {\frac {\mathrm {d} x}{\mathrm {d} t}}=\varphi '(t)}
of anders geschreven
{\displaystyle \mathrm {d} x=\varphi '(t)\mathrm {d} t}
Omdat de functie f integreerbaar is, kan de integraal vanwege de
hoofdstelling van de integraalrekening
uitgedrukt worden in een primitieve functie F van f:
{\displaystyle \int _{a}^{b}{f\left(x\right)\mathrm {d} x}=F(b)-F(a)=F(\varphi (\beta ))-F(\varphi (\alpha ))}

## Klassieke substituties

### Voorbeeld 1
We weten dat {\displaystyle \int \sin(x)\,\mathrm {d} x=-\cos(x)+C.} Stel dat we {\displaystyle \int \sin({3x-2})\mathrm {d} x} willen bepalen, dan gaat deze integraal door de substitutie {\displaystyle 3x-2=y,} dus met {\displaystyle \mathrm {d} x={\tfrac {1}{3}}\mathrm {d} y,} over in
{\displaystyle \int \sin(3x-2)\mathrm {d} x={\tfrac {1}{3}}\int \sin(y)\mathrm {d} y=-{\tfrac {1}{3}}\cos(y)+C=-{\tfrac {1}{3}}\cos(3x-2)+C}

### Voorbeeld 2
Nu passen we de formule in de andere richting toe, van rechts naar links dus. We beschouwen de volgende integraal:
{\displaystyle \int \sin ^{3}(t)\mathrm {d} t=\int \sin ^{2}(t)\sin(t)\mathrm {d} t=\int \left(1-\cos ^{2}(t)\right)\sin(t)\mathrm {d} t}
Door de substitutie {\displaystyle x=\cos(t)\,} wordt {\displaystyle {\frac {\mathrm {d} x}{\mathrm {d} t}}=-\sin(t)} en dus {\displaystyle \mathrm {d} t=-{\frac {1}{\sin(t)}}\mathrm {d} x}. De integraal wordt dan
{\displaystyle \int (1-\cos ^{2}(t))\sin(t)\mathrm {d} t=-\int (1-x^{2})\mathrm {d} x=-x+{\tfrac {1}{3}}x^{3}+C=-\cos(t)+{\tfrac {1}{3}}\cos ^{3}(t)+C},
zodat
{\displaystyle \int \sin ^{3}(t)\mathrm {d} t=-\cos(t)+{\tfrac {1}{3}}\cos ^{3}(t)+C}

### Voorbeeld 3
Ten slotte een voorbeeld van een bepaalde integraal. Nu moet eraan gedacht worden ook de grenzen aan te passen.
{\displaystyle \int _{0}^{2}xe^{x^{2}}\mathrm {d} x}.
Substitutie: stel {\displaystyle x^{2}=y\Leftrightarrow 2x\mathrm {d} x=\mathrm {d} y\Leftrightarrow x\mathrm {d} x={\tfrac {1}{2}}\mathrm {d} y}.

Grenzen aanpassen: {\displaystyle x=0\Rightarrow y=0\ \wedge \ x=2\Rightarrow y=4}
{\displaystyle {\tfrac {1}{2}}\int _{0}^{4}{e^{y}}\mathrm {d} y={\tfrac {1}{2}}[{e^{y}}]_{0}^{4}={\tfrac {1}{2}}(e^{4}-e^{0})={\frac {e^{4}-1}{2}}}
In tegenstelling tot de voorgaande voorbeelden, is het bij een bepaalde integraal niet nodig achteraf terug te substitueren.

## Goniometrische substituties
Bij goniometrische substituties voeren we een goniometrische functie in. Dit kan helpen bij het integreren van onder meer wortelvormen zoals {\displaystyle {\sqrt {x^{2}-a^{2}}}}, {\displaystyle {\sqrt {a^{2}-x^{2}}}} en {\displaystyle {\sqrt {x^{2}+a^{2}}}.} Hierbij maken we gebruik van (onder andere) de volgende goniometrische identiteiten:
{\displaystyle 1-\sin ^{2}\alpha =\cos ^{2}\alpha }
{\displaystyle 1+\tan ^{2}\alpha =\sec ^{2}\alpha }
{\displaystyle \sec ^{2}\alpha -1=\tan ^{2}\alpha }

### Voorbeeld 4
Een klassieker is de bepaling van
{\displaystyle I=\int {\sqrt {1-x^{2}}}\,\mathrm {d} x}
voor {\displaystyle -1\leq x\leq 1}.
We gebruiken als substitutie:
{\displaystyle x=\sin(y)}, dus {\displaystyle \mathrm {d} x=\cos(y)\,\mathrm {d} y},
en vinden:
{\displaystyle I=\int {\sqrt {1-\sin ^{2}(y)}}\cos(y)\,\mathrm {d} y=\int {\sqrt {\cos ^{2}(y)}}\cos(y)\,\mathrm {d} y=\int \cos ^{2}(y)\,\mathrm {d} y}
We gebruiken nu dat
{\displaystyle \cos(2y)=2\cos ^{2}(y)-1\Leftrightarrow \cos ^{2}(y)={\tfrac {1}{2}}(1+\cos(2y))},
zodat:
{\displaystyle I=\int {\tfrac {1}{2}}(1+cos(2y))\,\mathrm {d} y={\tfrac {1}{2}}\int \mathrm {d} y+{\tfrac {1}{4}}\int \cos(2y)\,\mathrm {d} (2y)={\tfrac {1}{2}}y+{\tfrac {1}{4}}\sin(2y)+C}
Om {\displaystyle I} als functie van {\displaystyle x} te vinden, gebruiken we dat
{\displaystyle \sin(y)=x\Leftrightarrow y=\arcsin(x)},
en substitueren terug:
{\displaystyle I={\tfrac {1}{2}}y+{\tfrac {1}{4}}\cdot 2\sin(y)\cos(y)+C={\tfrac {1}{2}}\arcsin(x)+{\tfrac {1}{2}}x{\sqrt {1-x^{2}}}+C}

### Voorbeeld 5
De Weierstrass-substitutie, genoemd naar de Duitse wiskundige Karl Weierstrass, is een methode, die wordt gebruikt om met behulp van substitutie een integraal te berekenen.